# Monroe County (Ohio)
 Der er flere lokaliteter med dette navn, se Monroe County.
Monroe County er et county i den amerikanske delstat Ohio. Amtet ligger i den sydøstlig del af delstaten og grænser op imod Belmont County i nord, Washington County i syd og mod Noble County i vest. Amtet grænser op imod delstaten West Virginia i øst.
Monroe Countys totale areal er 1.185 km² hvoraf 5 km² er vand. I 2000 havde amtet 15.180 indbyggere.
Amtets administration ligger i byen Woodsfield.
Amtet blev grundlagt i 1813 og er opkaldt efter udenrigsminister James Monroe, som senere blev USAs femte præsident. 